# Daniel Juncadella

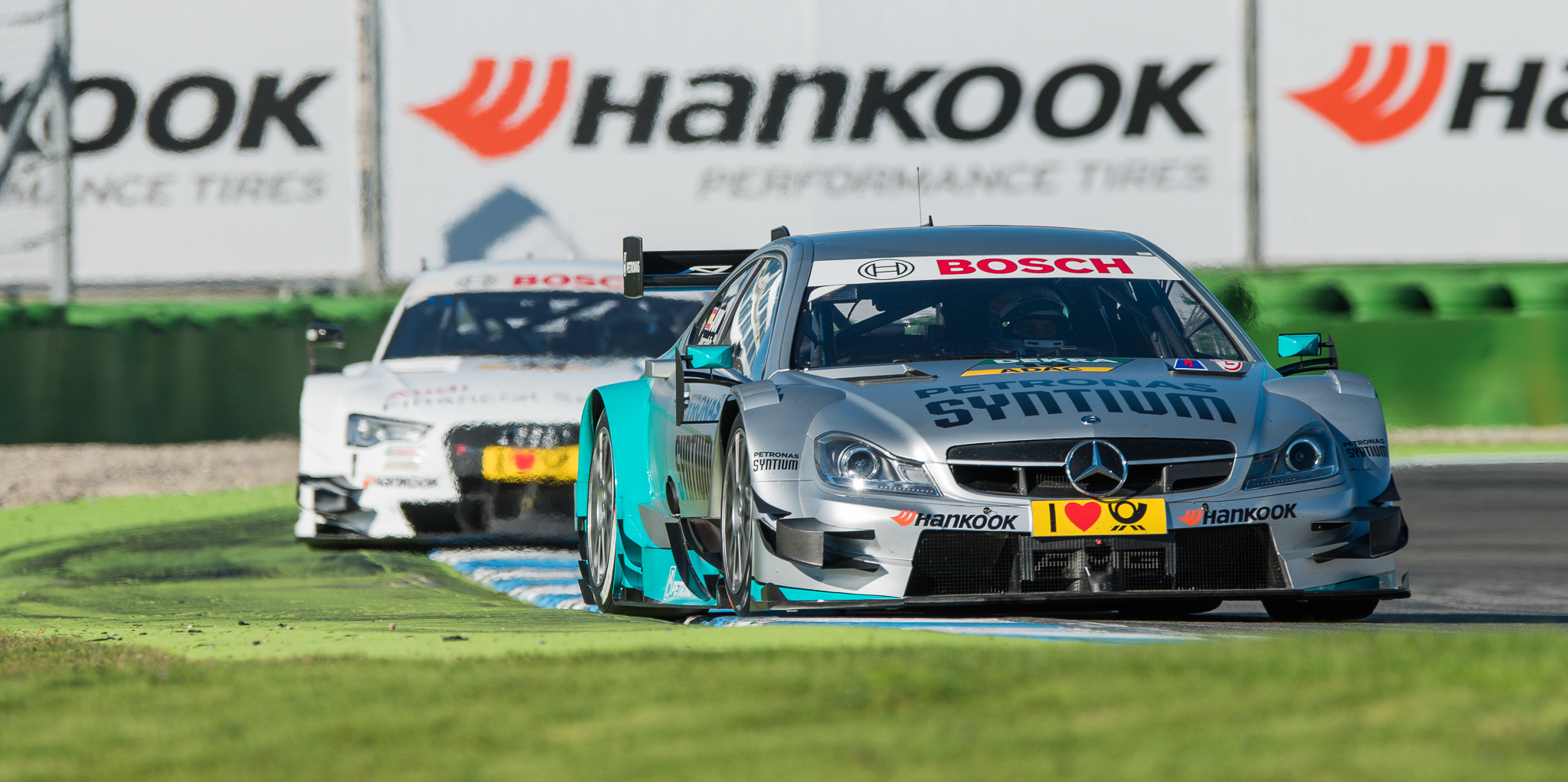
Juncadella, Deutsche Tourenwagen Masters 2014 - Hockenheimring

Daniel Juncadella Pérez-Sala (Barcelona, 7 mei 1991) is een Spaans autocoureur.

## Carrière

### Karten
Juncadella begon zijn carrière in het karting in 2004, waarbij hij als 21e finishte in de Copa Campeones Trophy Junior en als 32e in de Andrea Margutti Trophy ICA Junior-klasse.

### Master Junior Formula
Juncadella begon zijn formulecarrière in 2007 in de Master Junior Formula. Hij finishte in het kampioenschap met 7 overwinningen en 359 punten en verloor met 9 punten verschil op Isaac Lopez het kampioenschap.

### Formule BMW
Na zes races aan het eind van 2007 in de Formule BMW ADAC, mocht Juncadella in 2008 deelnemen aan de Formule BMW Europa voor het team EuroInternational. Hij finishte als vierde in het kampioenschap, waarbij hij 13 keer punten scoorde in 16 races, inclusief twee overwinningen op de Hungaroring. In 2009 bleef hij in dit kampioenschap, waar hij nog altijd deelneemt voor EuroInternational. Hij finishte als tweede, achter zijn Braziliaanse teamgenoot Felipe Nasr, met een overwinning op Monza. Juncadella finishte elke race in de punten, maar dat was niet genoeg om bij het Red Bull Junior Team te blijven.

### Formule 3
Juncadella promoveerde naar de Formule 3 Euroseries in 2010, waarbij hij naast Nicolas Marroc gaat rijden bij het Prema Powerteam, ondersteund door wegwielrenploeg Astana. In zijn eerste race op Paul Ricard pakte Juncadella al meteen poleposition en finishte de race als vierde. Hij eindigde het seizoen met een overwinning in de laatste race op de Hockenheimring en een achtste plaats in het kampioenschap.
In 2011 bleef Juncadella rijden in de Euroseries voor Prema. Met vijf overwinningen eindigde hij achter teamgenoot Roberto Merhi en Marco Wittmann als derde in het kampioenschap. Aan het eind van het jaar won hij tevens de Grand Prix van Macau
Ook in 2012 reed Juncadella in de Euroseries voor Prema. Met vijf overwinningen en zes andere podiumplaatsen werd hij kampioen met 14 punten voorsprong op Pascal Wehrlein. Ook won hij het Europees Formule 3-kampioenschap in 2012, waar veel raceweekenden van de Euroseries ook deel van uitmaakten. Tevens won hij de Masters of Formula 3 op het Circuit Park Zandvoort.

### GP3
In 2010 reed Juncadella ook in de GP3 voor het team Tech 1 Racing, met als teamgenoten de Roemeen Doru Sechelariu en de Fransman Jean-Eric Vergne. Hij miste de tweede ronde op Istanbul Park omdat hij in de Formule 3 Euroseries moest rijden, hij werd vervangen door de Monegask Stefano Coletti. Op de Hockenheimring behaalde hij zijn enige podiumplaats van het seizoen met een tweede plaats. Mede hierdoor eindigde hij als veertiende in het kampioenschap met 10 punten.

### DTM
In 2013 maakte Juncadella zijn debuut in de DTM voor het Mercedes-Benz-team Mücke Motorsport. Met een vierde plaats op de Norisring als beste resultaat eindigde hij als zestiende in het kampioenschap met 21 punten.
In 2014 blijft Juncadella rijden in de DTM voor Mercedes-Benz.

### Formule 1
In 2013 reed Juncadella in de eerste dag van de Young Driver's Test op Silverstone voor het Williams. Hij reed hier de vijfde tijd.
In 2014 is Juncadella de testcoureur van Force India. Tijdens de Grand Prix van Groot-Brittannië op Silverstone maakte hij zijn debuut in een vrijdagtraining.

#### Totale Formule 1-resultaten
| Seizoen | Inschrijving               | Chassis           | Motor                         | 1   | 2   | 3   | 4   | 5   | 6   | 7   | 8   | 9      | 10  | 11  | 12  | 13     | 14  | 15  | 16  | 17  | 18     | 19  | Pos | Punten |
| ------- | -------------------------- | ----------------- | ----------------------------- | --- | --- | --- | --- | --- | --- | --- | --- | ------ | --- | --- | --- | ------ | --- | --- | --- | --- | ------ | --- | --- | ------ |
| 2014    | Sahara Force India F1 Team | Force India VJM07 | Mercedes PU106A Hybrid 1.6 V6 | AUS | MAL | BHR | CHN | SPA | MON | CAN | OOS | GBR TC | DUI | HON | BEL | ITA TC | SIN | JPN | RUS | VST | BRA TC | ABU | -   | -      |